# Liste des conseillers régionaux de l'Ain
Les conseillers régionaux de l'Ain sont des conseillers qui sont élus dans le cadre des élections régionales pour siéger au conseil régional d'Auvergne-Rhône-Alpes.

## Mandature 2021-2028
L'Ain compte 15 conseillers régionaux au niveau du département sur les 204 élus du conseil régional d'Auvergne-Rhône-Alpes.
| Groupe politique                                              | Nom                       | Parti | Parti |
| ------------------------------------------------------------- | ------------------------- | ----- | ----- |
| Les Républicains, Divers droite, Société civile et Apparentés | Alexandre Nanchi          |       | LR    |
| Les Républicains, Divers droite, Société civile et Apparentés | Andrée Tirreau            |       | LR    |
| Les Républicains, Divers droite, Société civile et Apparentés | Aude Etcheberry           |       | VIA   |
| Les Républicains, Divers droite, Société civile et Apparentés | Myriam Keller             |       | LR    |
| Les Républicains, Divers droite, Société civile et Apparentés | Patrice Dunand            |       | DVD   |
| Les Républicains, Divers droite, Société civile et Apparentés | Pierre Larrieu            |       | DVD   |
| Les Républicains, Divers droite, Société civile et Apparentés | Stéphanie Pernod-Beaudon  |       | LR    |
| Les Républicains, Divers droite, Société civile et Apparentés | Sylvie Goy-Chavent        |       | LR    |
| Les Républicains, Divers droite, Société civile et Apparentés | Xavier Breton             |       | LR    |
| Les Écologistes                                               | Florence Cerbaï           |       | EÉLV  |
| Les Écologistes                                               | Maxime Meyer              |       | ÉCO   |
| Rassemblement national                                        | Jérôme Buisson            |       | RN    |
| Rassemblement national                                        | Brigitte Piroux-Giannotti |       | RN    |
| Socialiste, Écologiste et Démocrate                           | Jean-François Debat       |       | PS    |
| UDI, Centristes et Apparentés                                 | Jean-Louis Guyader        |       | UDI   |

## Mandature 2015-2021
L'Ain compte 15 conseillers régionaux au niveau du département sur les 204 élus du conseil régional d'Auvergne-Rhône-Alpes.
| Groupe politique                                   | Nom                      | Parti | Parti            |
| -------------------------------------------------- | ------------------------ | ----- | ---------------- |
| Les Républicains, divers droite et société civile  | Étienne Blanc            |       | Les Républicains |
| Les Républicains, divers droite et société civile  | Xavier Breton            |       | Les Républicains |
| Les Républicains, divers droite et société civile  | Alexandre Nanchi         |       | Les Républicains |
| Les Républicains, divers droite et société civile  | Stéphanie Pernod-Beaudon |       | Les Républicains |
| Les Républicains, divers droite et société civile  | Andrée Tirreau           |       | Les Républicains |
| Union des démocrates et indépendants               | Sylvie Goy-Chavent       |       | UDI              |
| Union des démocrates et indépendants               | Jean-Louis Guyader       |       | UDI              |
| Centre et indépendants                             | Marie-Jeanne Beguet      |       | MoDem            |
| Socialistes, démocrates, écologistes et apparentés | Jean-François Debat      |       | PS               |
| Socialistes, démocrates, écologistes et apparentés | Florence Blatrix-Contat  |       | PS               |
| Socialistes, démocrates, écologistes et apparentés | Olga Givernet            |       | DVG              |
| Parti radical de gauche                            | Ali Benmedjahed          |       | PRG              |
| Front national                                     | Maxime Chaussat          |       | FN               |
| Front national                                     | Pénélope Chalon          |       | FN               |
| Front national                                     | Michel Dulac             |       | FN               |

### Élus membre de l'exécutif
- Étienne Blanc (LR), 1er vice-président aux finances et à l'administration générale ;
- Stéphanie Pernod-Beaudon (LR), 12e vice-présidente à la formation professionnelle et à l'apprentissage.

## Mandature 2010-2015
L'Ain compte 14 conseillers régionaux sur les 157 élus qui composent l'assemblée du conseil régional de Rhône-Alpes, issue des élections des 14 et 21 mars 2010.
Composition par ordre décroissant du nombre d'élus :
- PSEA : 4 élus
- UDC : 4 élus
- EELV : 3 élus
- FN : 1 élu
- PRG : 1 élue
- NA : 1 élu

| Identité | Identité                 | Parti        | Groupe                                                  | Autres mandat ou fonction |
| -------- | ------------------------ | ------------ | ------------------------------------------------------- | --- |
|          | Damien Abad              | UMP puis LR  | Union de la Droite et du Centre et Apparentés (UDC-APP) | Député de la 5e circonscription de l Ain |
|          | Jocelyne Boch            | UMP puis LR  | Union de la Droite et du Centre et Apparentés (UDC-APP) | Conseillère municipale de Thoiry |
|          | Messa Bouzidi            | PS           | Groupe Socialiste, Écologiste et Apparentés (PSEA)      | Conseillère de la Communauté de communes de Montrevel-en-Bresse, conseillère municipale d'Attignat |
|          | Yvette Brachet           | PS           | Groupe Socialiste, Écologiste et Apparentés (PSEA)      | Conseillère municipale de Bellegarde-sur-Valserine |
|          | Alain Chabrolle          | EÉ puis EÉLV | Groupe Europe Écologie Les Verts (EÉLV)                 | 8e vice-président du Conseil régional délégué à la santé et à l'environnement |
|          | Albane Colin             | EÉ puis EÉLV | Groupe Europe Écologie Les Verts (EÉLV)                 | Conseillère de la Communauté de communes du canton de Montluel, conseillère municipale de Montluel |
|          | Nicole de Lacheisserie   | FN           | Front National                                          | |
|          | Jean-François Debat      | PS           | Groupe Socialiste, Écologiste et Apparentés (PSEA)      | 4e vice-président du Conseil régional délégué aux finances et à la décentralisation, rapporteur général du budget, Contrat de projets, conseiller de la Communauté d'agglomération de Bourg-en-Bresse, maire de Bourg-en-Bresse |
|          | Christophe Greffet       | PS           | Groupe Socialiste, Écologiste et Apparentés (PSEA)      | Président de la Communauté de communes du canton de Pont-de-Veyle, maire de Saint-Genis-sur-Menthon |
|          | Jacques Mercier          | EÉ puis EÉLV | Groupe Europe Écologie Les Verts (EÉLV)                 | |
|          | Stéphanie Pernod-Beaudon | UMP puis LR  | Union de la Droite et du Centre et Apparentés (UDC-APP) | Conseillère municipale d'Hauteville-Lompnes |
|          | Catherine Pidoux         | PRG          | Parti Radical de Gauche et Apparentés (PRG-APP)         | Adjointe au maire d'Ambérieu-en-Bugey |
|          | Michel Voisin            | UMP puis LR  | Union de la Droite et du Centre et Apparentés (UDC-APP) | Député de la 4e circonscription de l'Ain |
|          | Olivier Wyssa            | FN puis DVD  | Non apparentés                                          | |

## Mandature 2004-2010
Les 14 conseillers régionaux de l'Ain élus lors des élections des 21 et 28 mars 2004.
- PS : Jean-François Debat, Josiane Exposito, Pascal Protière, Michel Raymond
- UMP : Michel Voisin, Nicole Guillermin
- Les Verts : Jean-Marc Leculier, Bernadette Robert-Wyss
- UDF : Pierre Cormorèche, Fabienne Faure
- FN : Olivier Wyssa, Nicole de Lacheisserie
- PCF : Katia Philippe
- PRG : Charlotte Dominjon

## Mandature 1998-2004
Les 14 conseillers régionaux de l'Ain élus lors des élections du 15 mars 1998.
- Liste RPR-UDF
  - Groupe ORA - RPR/UDF Indépendants, Oui à Rhône-Alpes : Bernard Gloriod, Jacques Gobet, Jean Merle, Estelle Mosnier, Jean-Michel Bertrand, Étienne Blanc
- Liste Gauche Plurielle
  - Groupe PS-PRG-DVG et Apparentés : Dominique Saint-Pierre, Rachel Mazuir, Noël Ravassard, Jocelyne Bollini
  - Groupe Les Verts : Jean-Marc Leculier
- Liste Front National
  - Groupe MNR élu sous l'étiquette FN : André Clavel, Annick Veillerot
  - Groupe Front National : Olivier Wyssa

## Mandature 1992-1998
- Étienne Blanc
- Jean-Michel Bertrand
- Dominique Saint-Pierre
- Charles Millon
- Philippe Lebreton

## Mandature 1986-1992
Charles Béraudier, Lucien Guichon, Charles Millon